# Periódicos de Bosnia y Herzegovina
La siguiente es una lista recopilada de periódicos que se publican en Bosnia y Herzegovina.

## Diarios

### Sarajevo
- Dnevni avaz
- Oslobođenje

### Banja Luka
- Nezavisne novine
- Glas Srpske
- Fokus
- Euro Blic
- Press RS

### Mostar
- Dnevni list
- Večernji list BiH

## Semanarios y periódicos bisemanales

### Sarajevo
- BH Dani
- Slobodna Bosna
- Start BiH
- San

### Banja Luka
- Novi reporter

### Zenica
- Naša riječ

### Bijeljina
- Semberske novine

### Velika Kladuša
- Reprezent